# Иван Свирачев
Иван Василев Свирачев е български издател на вестници и списания и общественик от периода след Освобождението, практикувал като нотариус в Разград.

## Биография
Роден е на 7 януари 1859 г. в Чирпан. Има серия от заслуги към културния и обществен живот на лудогорския град Разград. Той е инициатор и организатор на създаването на Ловна градина с езеро (1893) и Градския парк (1901). Работи като отговорен редактор на първото разградско списание „Съвременник“, на вестниците „Разградски бюлетин“ и „Разградски новини“, както и на обществения лист „Нов живот“. През периодите 1895 – 1898 и 1902 – 1903 г.
Редактираният от него вестник „Разградски новини“ е местен орган на прогресивните либерали, които са в опозиция на правителството на Стефан Стамболов. През периодите 1895-1898 и 1902-1903 Иван Свирачев е назначен за околийски началник на Разград. Изпълнява същата служба в Трявна и Силистра съответно между 1898 – 1899 и 1908 – 1913 г.
Умира в Разград на 18 юли 1930 г.
Обявен е за почетен гражданин на Разград.